# Historický archiv Šumadije

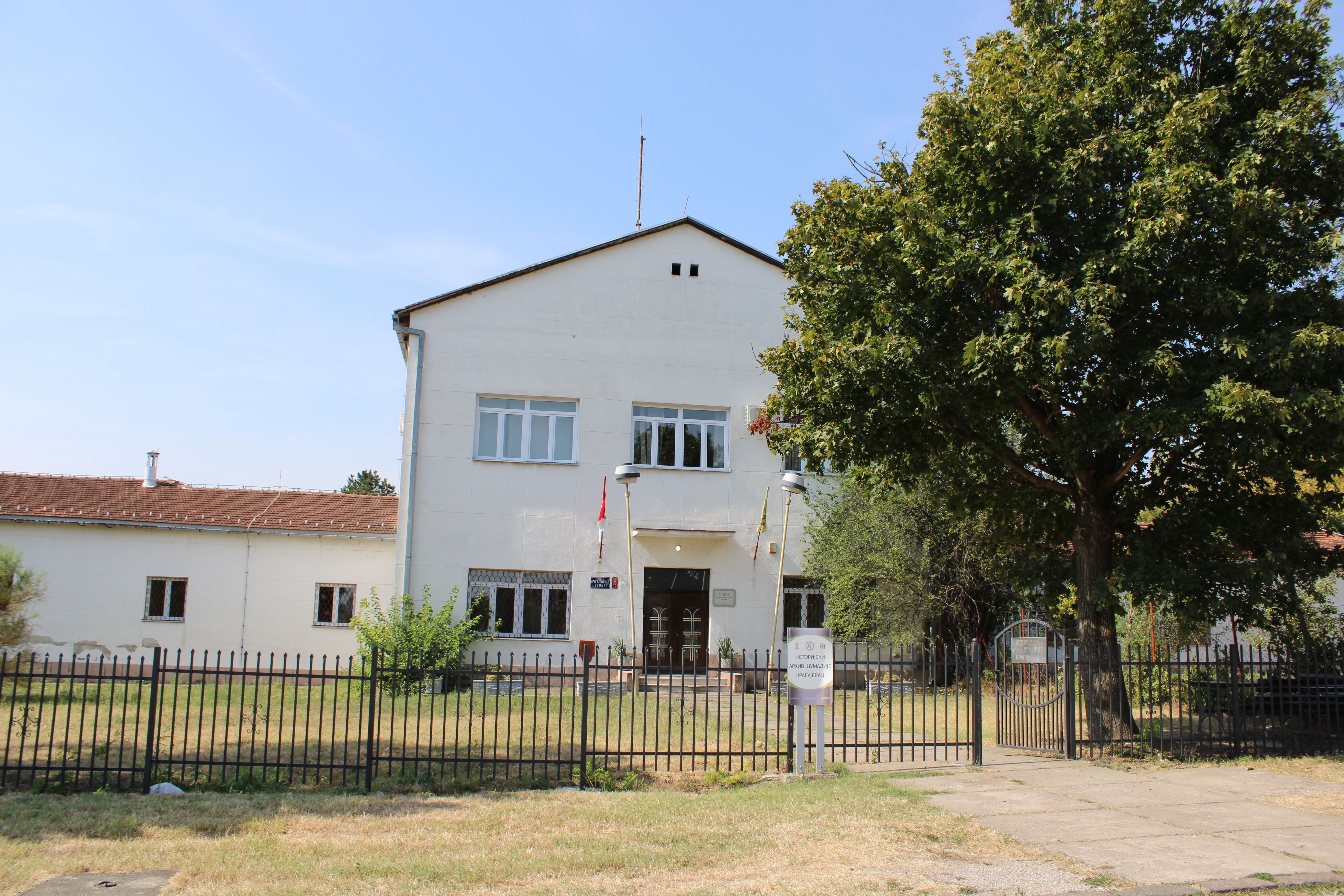
Budova archivu.

Historický archiv Šumadije (srbsky Историјски архив Шумадије) je kulturní instituce všeobecného významu, která se věnuje ochraně, uspořádání a archivování na území Šumadijského okruhu v Srbsku. Sídlí v Kragujevaci, na adrese Kragujevačkog oktobra 13. Založen byl roku 1952.

## Historie
Archivní středisko zde bylo ustanoveno v roce 1948. Sloužilo jako předstupeň pro vznik regulérní regionální archivní instituce. Jeho cílem bylo nejdříve evidovat archivní materiály a zabránit jejich ničení. Působnost mělo pro srezy Kragujevac a Gruž. Prostory pro archiválie byly vyčleněny v místní Národní knihovně a v Amidžově konaku. Dne 7. února 1952 ministerstvo školství, vědy a kultury SR Srbsko oficiálně zřídilo historický archiv v Kragujevaci jako řádnou instituci. Jeho působnost zpočátku sahala i do měst Kraljevo a Novi Pazar a jedenácti okolních srezů. Toto bylo později upraveno v souvislosti s vznikem dalších institucí v uvedených dvou městech. Dnes archiv působí pro Kragujevac a šest dalších okolních opštin.
Dlouhodobě rostoucímu množství archiválií neodpovídaly prostory archivu. Jednotlivé písemnosti musely být dislokovány na řadě míst. V roce 2023 rozhodlo město Kragujevac o výstavbě nového depozitáře v prostorech dnešní budovy historického archivu.